# Triângulo preto (OVNI)

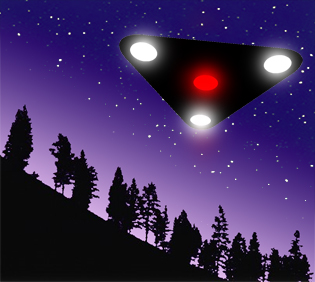
Triângulo preto

Triângulos pretos são uma classe de objetos voadores não identificados (OVNIs), com determinadas características comuns que teriam sido observados desde a década de 1940 até o presente. Relatos de triângulos negros originalmente vieram dos Estados Unidos e Reino Unido.

## História
Relatórios geralmente descrevem esses OVNIs como enormes, silenciosos, negros, de forma triangular, pairando lentamente a baixas altitudes sobre as cidades e estradas, normalmente à noite, sem fazer qualquer tentativa para evitar a detecção. Estes objetos são freqüentemente descritos contendo "luzes acesas", ou luzes brancas brilhantes, ou pulsantes coloridas que aparecem em cada extremidade do triângulo.
As aparições são muitas vezes descritas por testemunhas a pairar ou a se mover muito lentamente. Em alguns casos, enquanto se deslocam, testemunhas relatam o sentimento de eletricidade estática, além do som de um zumbido baixo, similar ao de um transformador elétrico. 
De acordo com os relatos, na maioria das vezes, caças militares intervieram para verificar o objeto, como foi o caso com o famoso incidente intitulado Triângulo belga. Algumas pessoas acreditam que eles tem origem a partir de programas militares ultrasecretos do governo americano. Outros crêem que são de origem extraterrestre real.

## Conclusão do Ministério da Defesa Britânico
O Ministério britânico da Defesa apresentou um relatório que foi liberado ao público em 2006, no qual conclui que as várias conclusões sobre a origem do "Triângulo Negro" são avistamentos de OVNIs.
Seus investigadores argumentam que os "Triângulos negros" são formações de plasma elétrico, cuja interação cria campos de energia misteriosa que tanto refratam luz e produzem alucinações nas testemunhas que estão em estreita proximidade.
Essas formações de plasma também têm o efeito a partir de ondas "magnéticas, elétricas ou eletromagnéticas (ou mesmo um campo desconhecido).

## Avistamentos relatados
OVNIS em formato triangular têm sido relatados desde a década de 1940. Os avistamentos de triângulos voadores, cunhas, deltas ou bumerangues têm aumentado dramaticamente desde os anos 1990.
Em 30 de março de 1993 várias testemunhas no sudoeste e oeste da Inglaterra viram um grande triângulo preto em baixa velocidade. Uma análise dos avistamentos feita por Nick Pope concluiu que o objeto se moveu em um curso norte-leste de Cornwall a Shropshire ao longo de um período de aproximadamente seis horas.
O relatório de avistamentos de objetos visíveis em áreas densamente povoadas e rodovias, principalmente nos Estados Unidos e Grã-Bretanha conclui que há visões em outras partes do mundo também. A distribuição geográfica dos avistamentos dos EUA tem sido relacionada por conta de uma organização baseada nos EUA de investigação, o Instituto Nacional de Discovery Science, o que levou a um relatório de julho de 2002, que sugeriu que as embarcações possam pertencer à Força Aérea dos EUA. No entanto, um outro relatório, de agosto de 2004 produzido pela mesma organização (NIDS) constatou que a onda de avistamentos não se conformava com a implantação do projeto anterior de aeronaves pretas e que a origem dos objetos e as agendas eram desconhecidas. 

### Avistamentos típicos
A maioria dos relatórios indica que a embarcação mede ao menos 200 pés (60m) de comprimento e dimensões semelhantes às de um campo de futebol típico de largura. Eles geralmente aparecem de forma silenciosa e aparentemente "do nada" e voam algumas centenas de metros, ou menos, acima do solo. Triângulos negros são geralmente descritos pelas testemunhas como se movendo muito lentamente ou pairando em um lugar por períodos variáveis de tempo, às vezes até de pouso. Também são por vezes relatados por testemunhas serem capazes de aceleração súbita e rápida, como é freqüentemente mencionado nas descrições de outros tipos de OVNIs.
Alguns especialistas acreditam que as aparições teriam origem a partir de projetos ultrasecretos americanos. Entretanto, o fato de que as aparições ocorrem em torno de áreas habitadas lançam dúvidas sobre se esses avistamentos sejam realmente embarcações militares. Há comparações dessas estranhas formas triangulares com o F-117 Nighthawk e B-2 Spirit, que também foram avistados apenas ocasionalmente durante os testes em áreas escassamente povoadas do sudoeste dos Estados Unidos como em Groom Lake, (Área 51), geralmente à noite e tanto por observadores civis como militares.

### Incidentes
Uma nave em forma de pirâmide teria desembarcado próximo a uma base aérea americana em Rendlesham Forest, Suffolk, Inglaterra, em 27 de dezembro de 1980. Os militares informaram ter avistado, pelo menos, uma embarcação que teria pousado na floresta, e observaram que repentinamente levantou vôo. 
Entre 2002 e 2005, o repórter Bryant Gumbel organizou uma série exclusiva de documentários no Sci Fi Channel. Um deles intitulado UFO Invasion no Rendlesham foi direcionado para esse incidente. Gumbel entrevistou alguns dos homens envolvidos com o avistamento e o documentário percorreu algumas das cenas, na tentativa de reunir provas de que alguma coisa caiu na floresta. O History Channel também levou ao ar um episódio da série Arquivos Extraterrestres sobre o incidente, chamando-o de "Britain's Roswell".

### Relatório da Força Aérea Belga

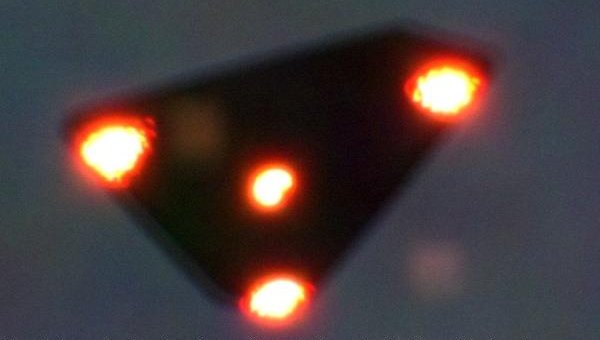
Uma foto que supostamente teria sido tirada durante a onda de aparições na Béligica, mas que ficou oculta até 13 anos mais tarde

Em 30 de março de 1990, os cidadãos da cidade de Bruxelas avistaram o que parecia ser uma nave triangular preta silenciosa. As autoridades policiais locais chegaram ao local e relataram que o objeto parecia pairar sobre prédios de apartamentos. Um policial relatou que a nave lançava um disco vermelho brilhante de luz a partir do seu centro.

### Incidente em Phoenix
Uma das aparições mais notórias ficou conhecida como "Luzes de Phoenix". Na ocasião vários objetos não identificados, muitos deles triângulos negros, foram vistos pelos moradores de Phoenix, Arizona e filmados também pela mídia local. Os próprios moradores registraram imagens com câmeras de vídeo durante várias noites. O fenômeno teri iniciado na quinta-feira, 13 de março de 1997. Algumas das luzes apareceram para o grupo em uma gigantesca formação em "V" que permaneceu acima da cidade por vários minutos. Muitos moradores relataram um triângulo com mais de uma milha de largura que derivou lentamente ao longo de suas casas bloqueando as estrelas do céu noturno. Outros relatórios indicam que a embarcação foi vista a partir de Phoenix para lugares distantes como Las Vegas e Los Angeles.
Um relatório oficial feito pela Força Aérea sobre o incidente concluiu que os militares haviam lançado foguetes de teste de aeronaves convencionais durante esse tempo. Testemunhas confirmaram que jatos militares foram acionados a partir da base Lucas, da Força Aérea nas proximidades, mas em vez de lançar foguetes, eles foram vistos perseguindo alguns dos objetos.
Nas noite seguintes, em uma tentativa de recriar o incidente, os pilotos locais voaram sobre a cidade em uma formação em "V", mas os sons de seus motores eram facilmente ouvidos. As aparições originais não promoveram nenhum tipo de som.

## Explicações comuns
Triângulos negros são alvo de muita especulação. As explicações mais comuns incluem o seguinte:
- Embarcações de origem extraterrestre;
- Projetos secretos produzidos a partir de engenharia reversa;
- O Projeto Aurora, um avião hipersônico de existência não comprovada, o TR-3B Black Manta ou o TR-6 TELOS, aviões ultrasecretos americanos de existência não oficial.
- Erros de identificação de uma ou mais aeronaves convencionais;
- Um fenômeno psicológico que teria influenciado testemunhas sugestionáveis;
- Um B-2 Spirit bombardeiro stealth ou F-117 Nighthawk caça stealth;
- Satélites em deslocamento descrevendo um triângulo preto no céu;